# Curone (Lecco)
Il Curone (Cürón in dialetto brianzolo) è un corso d'acqua a carattere torrentizio che scorre per 8 chilometri dalla località collinare di Deserto (comune di La Valletta Brianza) al paese di Osnago, nel territorio del Meratese, per poi sfociare da sinistra nel torrente Molgoretta, tributario del Molgora. Il corso del torrente attraversa i comuni di La Valletta Brianza, Montevecchia, Olgiate Molgora, Merate, Cernusco Lombardone e Osnago. Questo ruscello è apprezzato per la purezza delle sue acque e per i numerosi organismi viventi che esse ospitano, organizzati in un vero e proprio micro-habitat. L'amenità dei luoghi attraversati dal Curone, che con cascatelle e percorsi tortuosi attraversa boschi e prati, è protetta dall'istituzione del Parco regionale di Montevecchia e della Valle di Curone.